# Liesberg
Liesberg (schweizertyska: Lieschbrg) är en ort och kommun i distriktet Laufen i kantonen Basel-Landschaft, Schweiz. Kommunen har 1 088 invånare (2023).